# Rhamphomyia chinoptera
Rhamphomyia chinoptera är en tvåvingeart som beskrevs av Mario Bezzi 1904. Rhamphomyia chinoptera ingår i släktet Rhamphomyia och familjen dansflugor. Inga underarter finns listade i Catalogue of Life.